# Château de Montegufoni
Le château de Montegufoni (le Castello di Montegufoni - littéralement le château du mont des gros hiboux) est situé au centre de la Toscane, à 20 km au sud de Florence, dans le hameau de Montagnana près de Montespertoli.
Montegufoni se dresse sur l'ancienne Via Volterrana, la route empruntée par Charlemagne et d'autres empereurs pour rejoindre Florence ou Rome et qui passe à Volterra et à Sienne.
Originellement le château appartint aux Ormanni, une famille citée par Dante dans la Divine Comédie.

## Histoire
En 1135, les Florentins envoient une expédition punitive pour détruire le château. Il est laissé en ruines jusque dans les années 1200 quand la propriété est achetée par les Acciaiuoli.
Gugliarello en est le premier propriétaire. Ses descendants s'enrichissent énormément grâce à un nouveau système bancaire et vers la fin du XIIIe siècle, Montegufoni est devenu un château avec une série de sept bâtiments entourées de murs : les sept anciennes villas de l'ancestral château de Montegufoni mentionnées dans une inscription du château.
En 1310, Niccolò Acciaiuoli - qui devint  ensuite grand sénéchal de Naples et ami cher de Boccace et de Pétrarque - naît ici dans la salle du château, appelée aujourd'hui  la capella.
En 1348, le roi Louis Ier de Naples chassé de son royaume par le roi de Hongrie se réfugie avec son premier ministre à Montegufoni. Il a l'habitude de banqueter avec l'évêque Angelo Acciaiuoli dans la salle des banquets (salle aujourd'hui appelée Il Teatro) qui donne sur  la partie du château appelée aujourd'hui le Cortile dei Duchi (la cour des ducs).
En 1386, la tour et d'autres pièces sont construites par Donato Acciaiuoli qui est à la fois duc d'Athènes, sénateur de Rome et Gonfalonier de la République florentine.
En 1396, Donato menace de réformer Florence et il est vaincu et chassé de la république, mais ses biens (Montegufoni compris) sont sauvés de la confiscation par son frère cardinal. Les trois fils de Donato résidèrent à la cour d'Athènes jusqu'à ce que l'un d'eux, Agnolo di Jacopo, retourne à Montegufoni avec son fils (le duc Francesco) et son cousin (de là probablement le nom de la cour des ducs).
En 1546, un autre Donato restaure la tour sur le modèle de la Torre d'Arnolfo du Palazzo Vecchio de Florence et construit la salle d'armes (salle  appelée aujourd'hui La Galleria) et pendant cette période Montegufoni devient le point de rencontre des artistes florentins et de toutes les parties du monde.
En 1612, Cosme II de Médicis est invité à Montegufoni.
Vers 1650, un Donato avec sa femme Anna Maria Altoviti restaure tout le château, tel que nous le voyons aujourd'hui, en reliant les sept bâtiments jusqu'alors séparés.
Le château continue à être le centre social de la vie florentine pendant tout le XVIIe et le XVIIIe siècle, jusqu'au déclin de la famille Acciaioli, qui le vend à la famille Baracchi.
Plus tard, en 1909, Sir George Sitwell, un excentrique anglais, tombe amoureux de la magnifique structure de Montegufoni et décide de l'acheter au nom de son fils Sir Osbert Sitwell. Dès lors les Sitwell commencent à enrichir et à embellir le château, ce qui donne, entre autres, la pièce décorée de fresques par Gino Severini en 1922.

## Pendant la Seconde Guerre mondiale
Des œuvres comme l'Adorazione dei Magi de Domenico Ghirlandaio, Le Printemps et le retable du Trebbio de Sandro Botticelli et la Vierge d'Ognissanti par Giotto di Bondone sont cachées  à Montegufoni pendant l'occupation allemande et ensuite restituées à la Galerie des Offices de Florence à la fin de la Guerre.
Les barons Sitwell en ont fait un important centre culturel fréquenté par beaucoup d'écrivains et d'artistes surtout américains et anglais.
En 1966, Sir Osbert, devenu un écrivain britannique émérite, s'établit définitivement au château. Atteint de la maladie de Parkinson, il meurt en 1969.
En 1972, Reresby Sitwell vend le château à l'actuel propriétaire Sergio Posarelli qui dès lors commence à le restaurer pour faire du château de Montegufoni un centre d'hébergement touristique.

## Aujourd'hui
Le château est transformé pendant la belle saison en appartements ou en salles de réception pour les mariages et autres manifestations.
Le cadre est typique avec ses multiples terrasses fleuries et ses citronniers en pots, ses figuiers, ses plantations d'oliviers et ses propres vignobles dans les alentours immédiats.
Les vestiges de fresques dans la Grotta située sous la première terrasse rappellent la proximité artistique de Florence et le passé prestigieux du château.

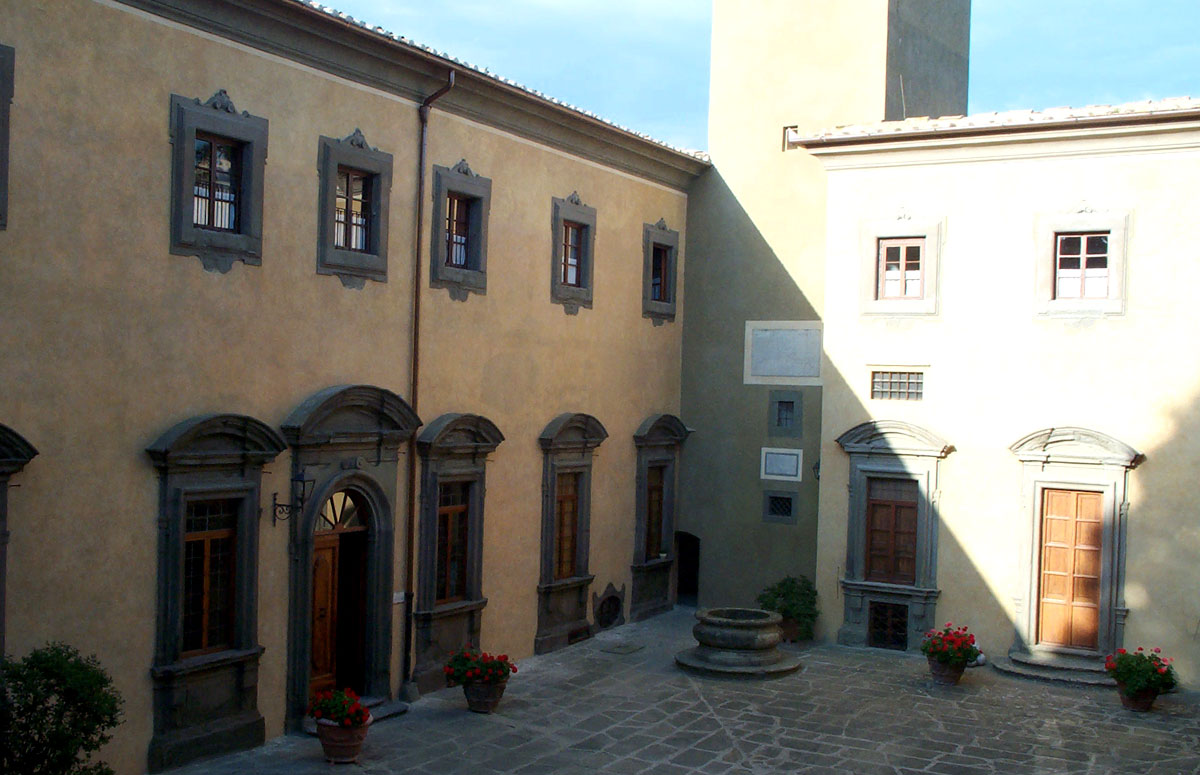
La cour entre les bâtiments initialement séparés.
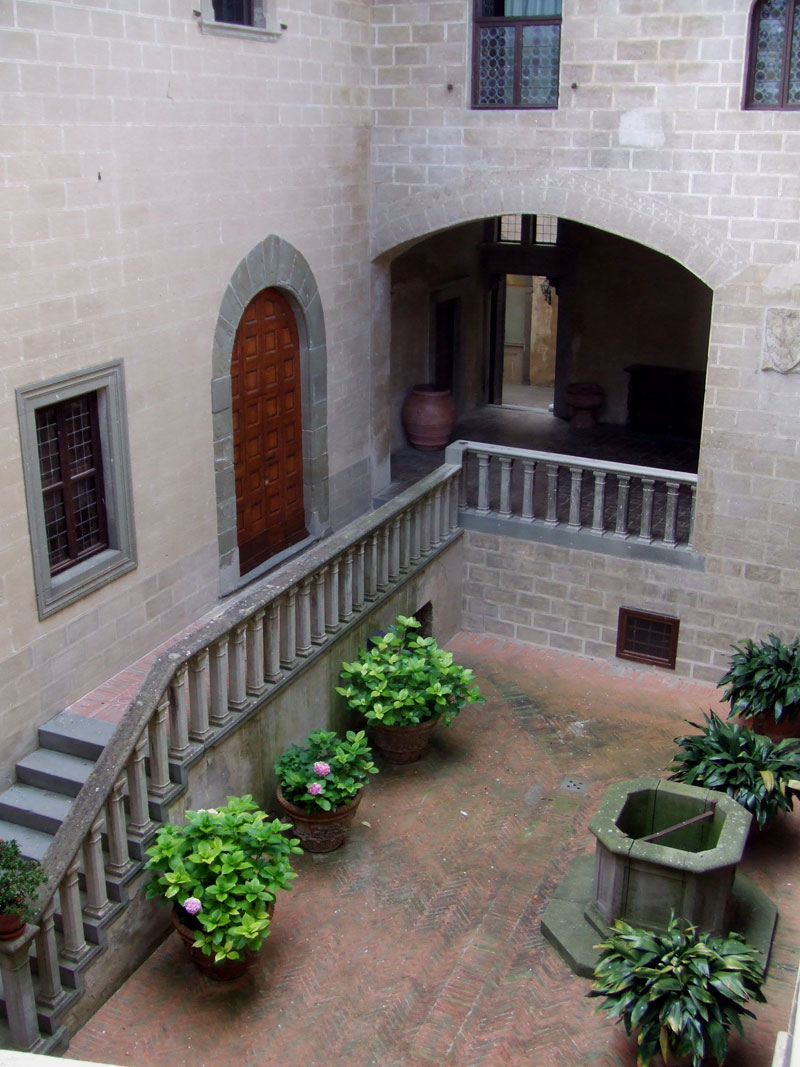
Il Cortile dei Duchi (la Cour des Ducs).
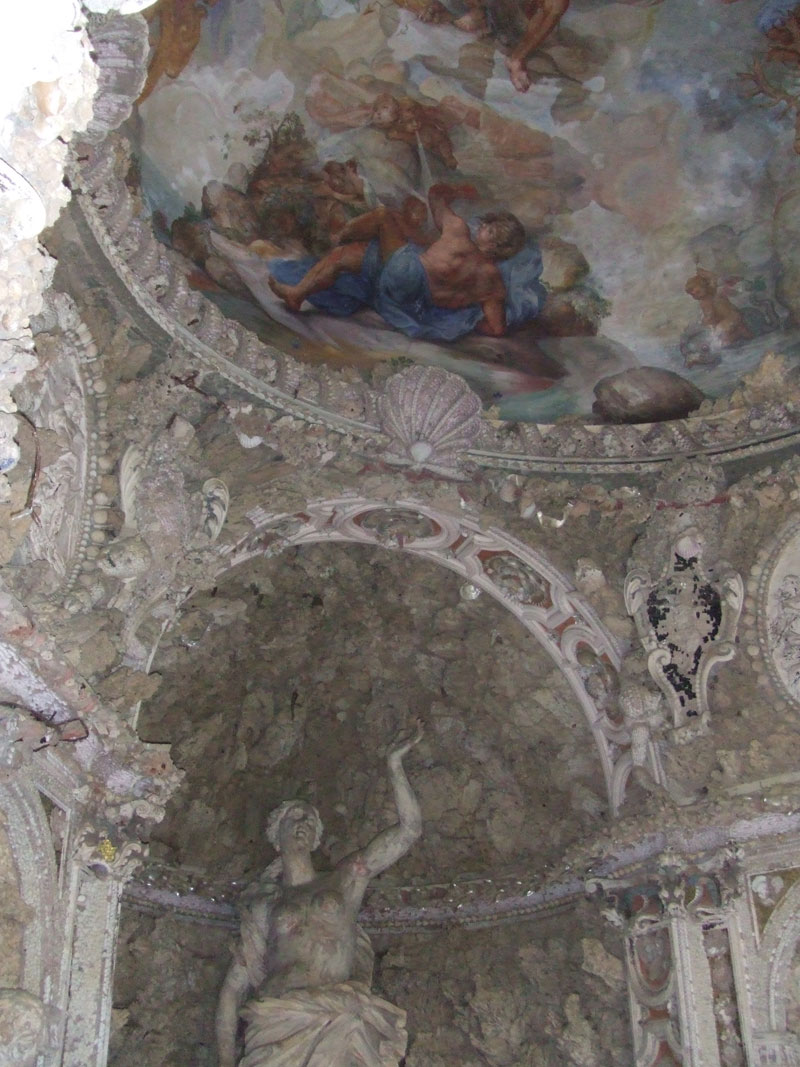
Fresques de la Grotte.
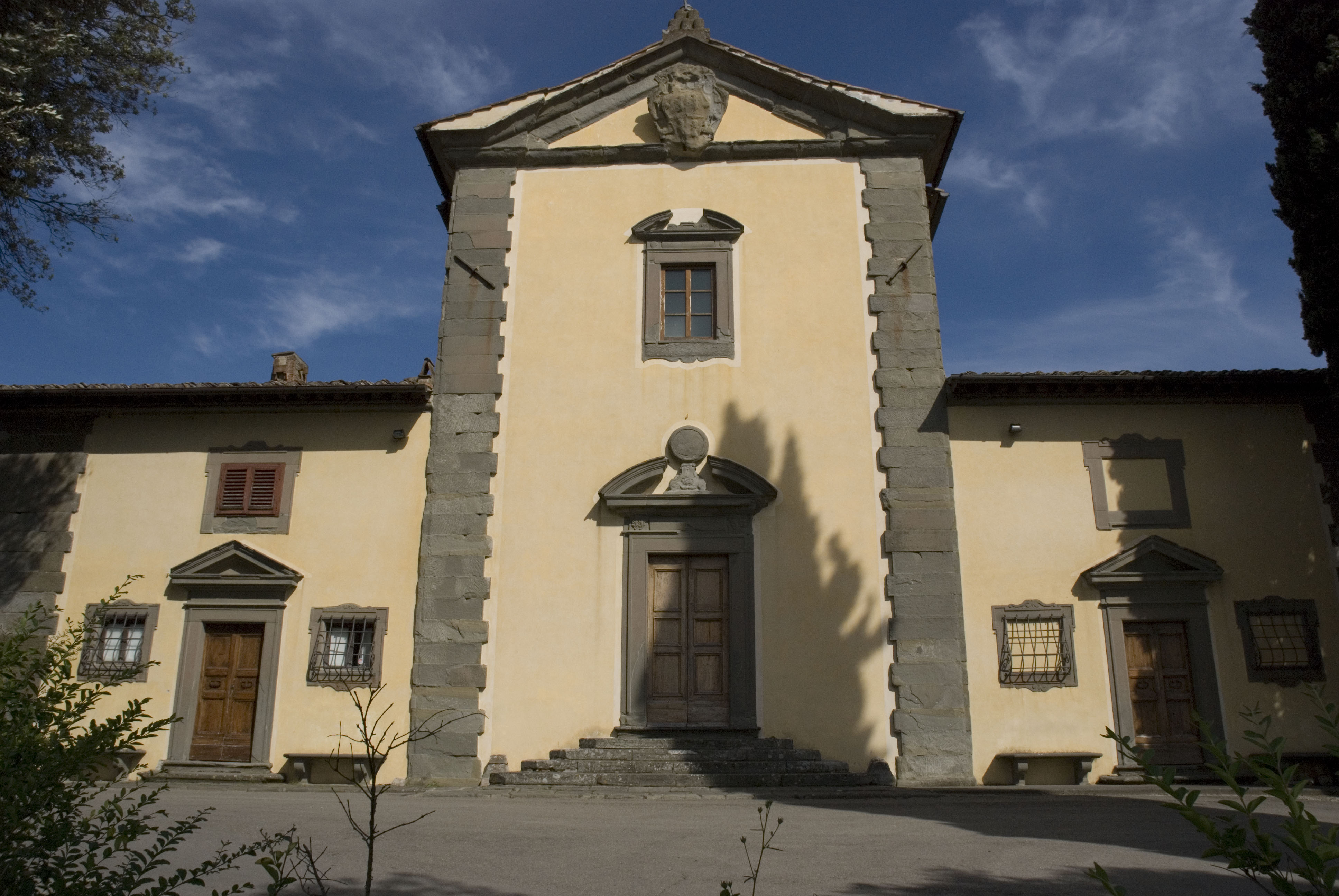
L'église San Lorenzo.

Son église San Lorenzo contient une fresque de Giovanni Domenico Ferretti peintre rococo de l'école florentine ; un crucifix peint de Taddeo Gaddi ; la Madonna col Bambino de l'atelier de Lippo di Benivieni, datant du Trecento est conservée aujourd'hui au Museo di Arte Sacra de Montespertoli.